# Luise von Plönnies

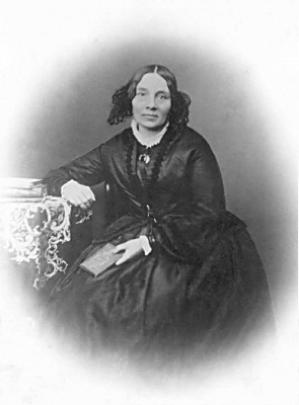
Luise von Ploennies

Luise von Plönnies (geb. Leisler; * 7. November 1803 in Hanau; † 22. Januar 1872 in Darmstadt) war eine deutsche Schriftstellerin.

## Leben
Geboren in Hanau als Tochter des Naturwissenschaftlers Philipp Achilles Leisler und dessen Frau, geborener Sophie von Wedekind, wurde Luise von Plönnies seit ihrem 14. Lebensjahr im Haus des Großvaters, Georg Freiherr von Wedekind, in der Rheinstraße in Darmstadt erzogen. Er konzentrierte ihre Ausbildung auf den Fremdsprachenunterricht.
Sie heiratete 1824 in Darmstadt den Arzt August von Plönnies, mit dem sie neun Kinder bekam. Anfang der 1840er Jahre begann sie nach einer Belgienreise, sich mit flämischer und niederländischer Literatur zu befassen, übersetzte und schrieb einen Reisebericht. Hierfür wurde sie 1845 als Mitglied in die Königliche Akademie in Brüssel aufgenommen, sowie in die Literarische Akademie von Gent und Antwerpen. Nach dem Tod ihres Mannes 1847 lebte sie dann in Seeheim-Jugenheim an der Bergstraße und schließlich ab 1860 wieder in Darmstadt. In ihrem literarischen Salon in der Grafenstraße verkehrten unter anderen Louise von Gall. Heinrich Künzel, Jakob Felsing, Ida und Ferdinand Freiligrath und August Nodnagel.
Zwischen 1844 und 1870 veröffentlichte sie einige Ausgaben von Gedichten. Hervorzuheben sind ihre Liebes- und Landschaftsgedichte; mehrere wurden von Johann Karl Gottfried Loewe vertont. Sie schrieb auch zwei biblische Dramen, Maria Magdalena (1870) und David (1873). Als Übersetzerin aus dem Englischen veröffentlichte Luise von Ploennies zwei Sammlungen von Gedichten: Britannia (1843) und Englische Dichter (1867). Ihre Lyrik griff zeitgenössische Themen auf, die epischen Dichtungen dagegen Stoffe aus der Welt der Mythen und Sagen. Ihre späten Dramen und Dichtungen verarbeiteten schließlich biblische Motive.
Ihr Sohn Wilhelm von Ploennies wurde Militärschriftsteller, verfasste aber auch eine Übertragung der Kudrun sowie unter dem Pseudonym Ludwig Siegrist einen humoristischen Roman.

## Werke
als Autorin
- Cäсilie. Ein Seelengemälde aus dem Leben. Erzählung. In: Iris. Taschenbuch für das Jahr 1841. Heckenast, Pest [1840], S. 105–136; Google Books
- Dunkle Bilder. Erzählung, Darmstadt 1843
- Wittekind oder Der Sieg des Glaubens. Dramatisches Oratorium in zwei Abtheilungen. Musik von C. A. Mangold, 1843[5]
- Gedichte, 1844
- Ein Kranz den Kindern. Gedichte, 1844
- Reiseerinnerungen aus Belgien, 1845
- Abälard und Heloise. Ein Sonettenkranz, 1849
- Oskar und Gianetta. Ein Sonettenkranz, 1850
- Neue Gedichte, 1851
- Mariken von Nymegen. Poetisches Epos, 1858
- Die sieben Raben. Ein Gedicht, 1862
- Sawitri. Versepos, 1862
- Lilien auf dem Felde. Religiöse Gedichte. Lehmann, Leipzig 1864
- Ruth. Biblische Dichtung, 1864
- Joseph und seine Brüder. Epische Dichtung, 1866
- Maria von Bethanien. Neutestamentliches Gedicht, 1867
- Maria Magdalena. Ein geistliches Drama in fünf Aufzügen, 1870
- Die heilige Elisabeth. Episches Gedicht, 1870
- David. Ein biblisches Drama in fünf Aufzügen, 1874
- Sagen und Legenden nebst einem Anhang vermischter Gedichte, 1874 (postum)
- 5 Gedichte. In: Das Buch der Sehnsucht. Eine Sammlung deutscher Frauendichtung. Eingeleitet und hrsg. von Paul Remer. Schuster & Loeffler, Berlin / Leipzig 1900, S. 71–80; Textarchiv – Internet Archive.

als Übersetzerin
- Britannia. Eine Auswahl englischer Dichtungen alter und neuer Zeit. Keller, Frankfurt am Main 1878 (darin 8 Sonette von William Shakespeare[6])
- Ein fremder Strauß. Gedichte, 1845
- Die Sagen Belgiens, 1846
- Englische Dichter des 19. Jahrhunderts. Fleischmann, München 1863